# 드러그스토어

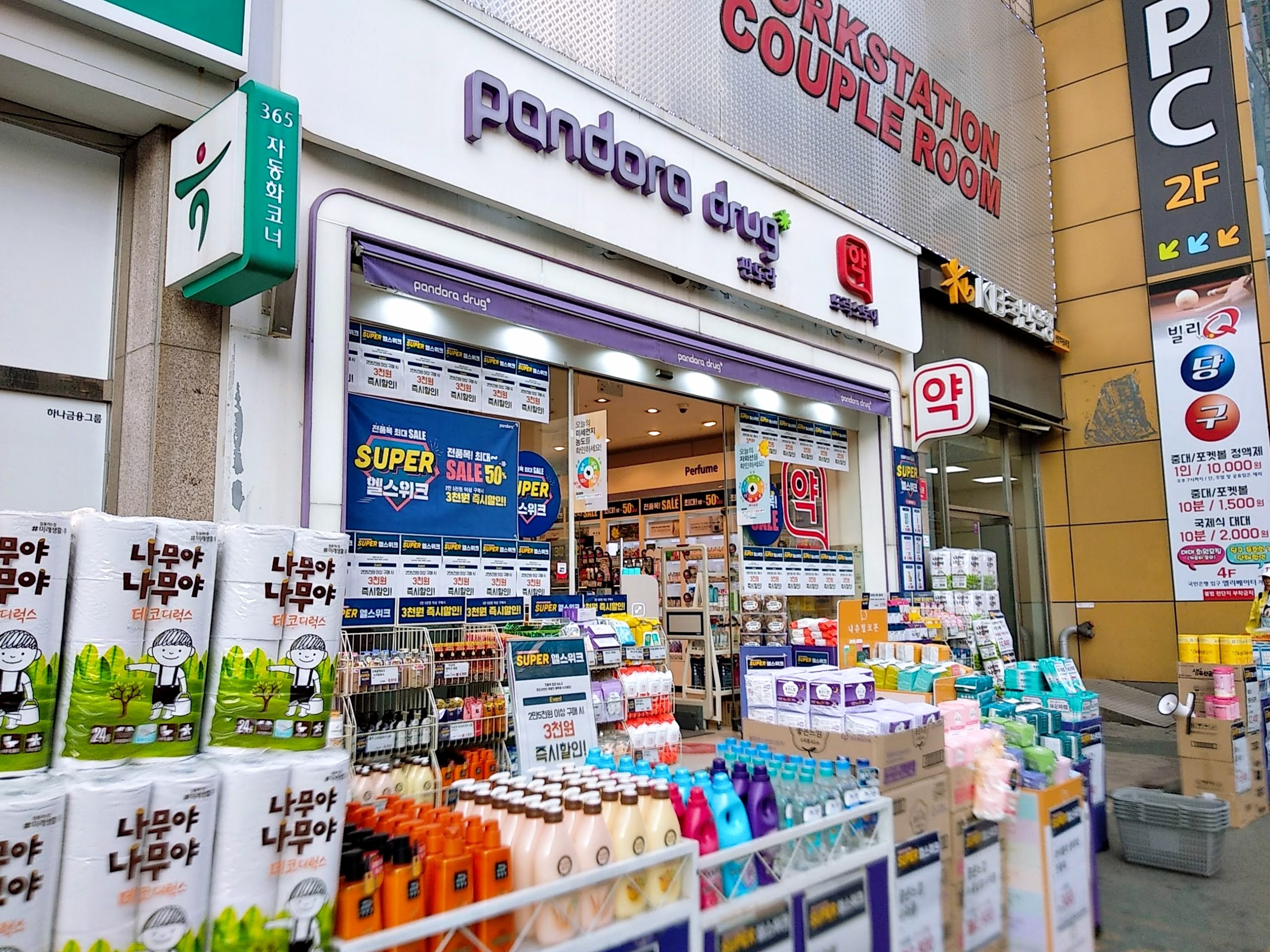
대한민국의 드러그스토어, 판도라

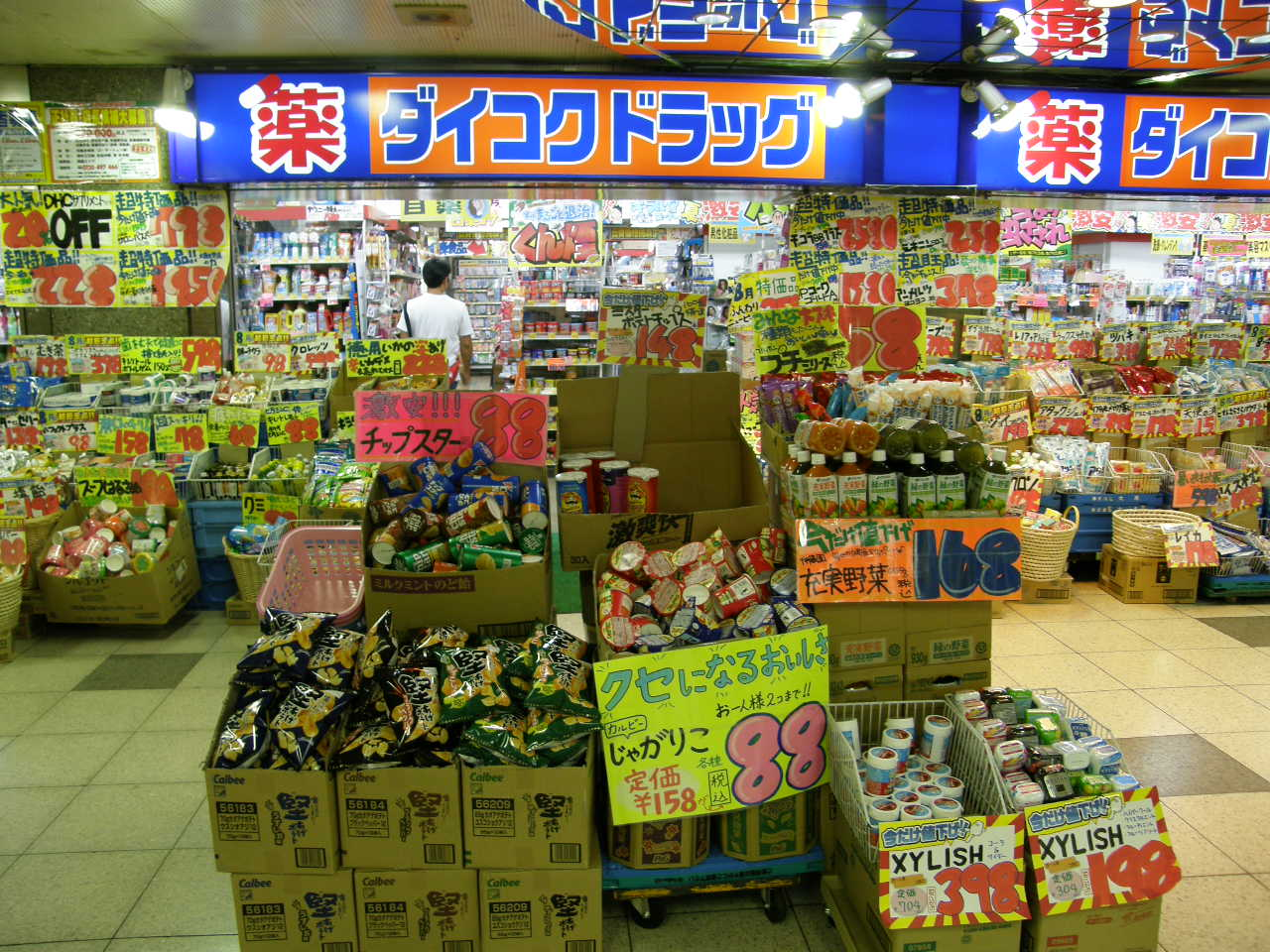
일본의 드러그스토어 (다이코쿠)

드러그스토어(Drugstore)는 의사의 처방이 필요없이 판매가 가능한 일반의약품을 중심으로 건강 · 미용 관련 상품이나 신선 식품 이외의 식품 (음료 등)을 셀프 서비스로 단시간에 살 수 있게 한 소매 업태이다. 번화가나 터미널 부근에서 밤 늦게까지 영업을 하여 손님의 편의를 도모하고 있다.
'드럭스토어'라고 하는 경우도 많지만 외래어 표기법에 의한 한글 표기는 '드러그스토어'이다.

## 개요
의약품 판매를 규제하기 위한 법률 및 이를 위한 의약품 분류법은 국가마다 약간 다르다. 예를 들어 독일에서는 처방전의약품 / 약국판매의약품 / 자유판매의약품으로 분류하고 이 중 처방전의약품 및 약국판매의약품의 판매에 관해서는 약사가 있어야 한다.
처방전이 필요한 의약품을 판매할 때는 독일, 프랑스, 영국, 호주, 일본 등 어느 나라에서나 약사가 있어야 한다. 구미에서는 기본적으로는 약사가 상주해 조제 및 의약품을 판매한다.
가장 규제가 느슨한 일반의약품에 관해서는 국가마다 규제가 상당히 다르고, 모두 의약품에 관해서는 약사가 있어야 하는 나라(프랑스 등)도 있고, (약사까지는 요구하지 않아도) 의약품 판매관리자가 상시 대응해야 하는 나라(독일 등)도 있고, 특별히 규정이 없는 나라(호주)도 있다.
일본은 일반의약품 중 부작용, 복약 병용 등으로 안전성상 특히 주의가 필요한 제1류 의약품(진통제 등)을 판매할 수 있는 것은 약사에 한하며 판매 시 반드시 구입자에게 약 정보를 제공해야 한다. 하지만 제2류 의약품(감기약, 위장약 등), 제3류 의약품은 약사 또는 판매등록자 자격을 갖춘 사람이 상주하는 점포라면 판매할 수 있다.

## 해외의 드러그스토어

### 미국
미국은 20세기 초부터 약품과 일용잡화, 식료품을 취급하는 소매점으로 출발해 20세기 후반 기존 약국을 대체하는 새로운 형태의 드러그스토어가 나왔다. 미국에는 드러그스토어의 체인점이 많고, CVS헬스나 월그린은 미국 전역에 각각 1만개 가까운 점포가 있다. 매장에 약사가 있으니 처방전을 가져가면 약을 받을 수 있다. 그 외의 상품은 대형마트보다 비싼 경우가 많다.
- CVS헬스
- 월그린
- 라이트에이드

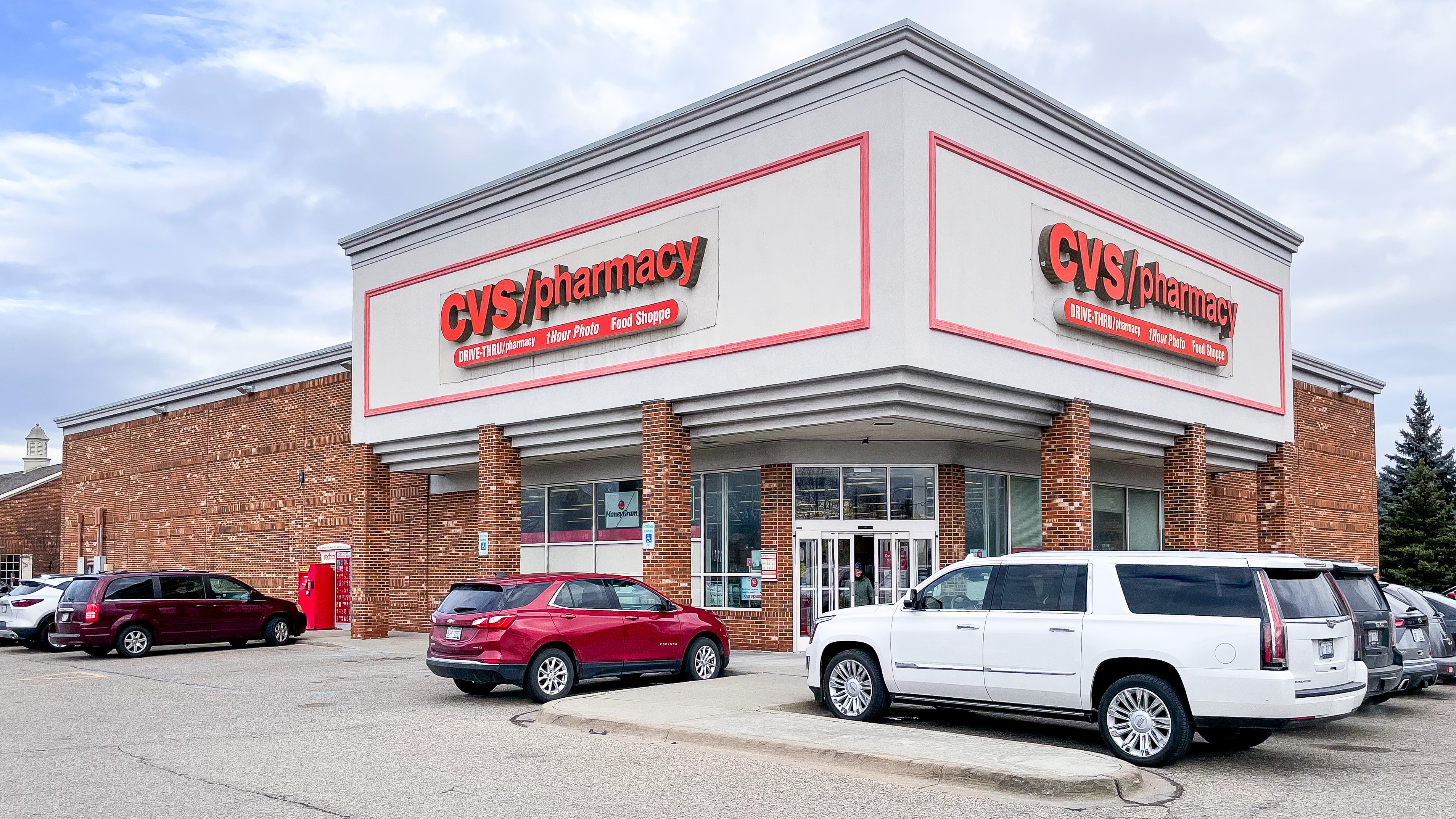
CVS 점포
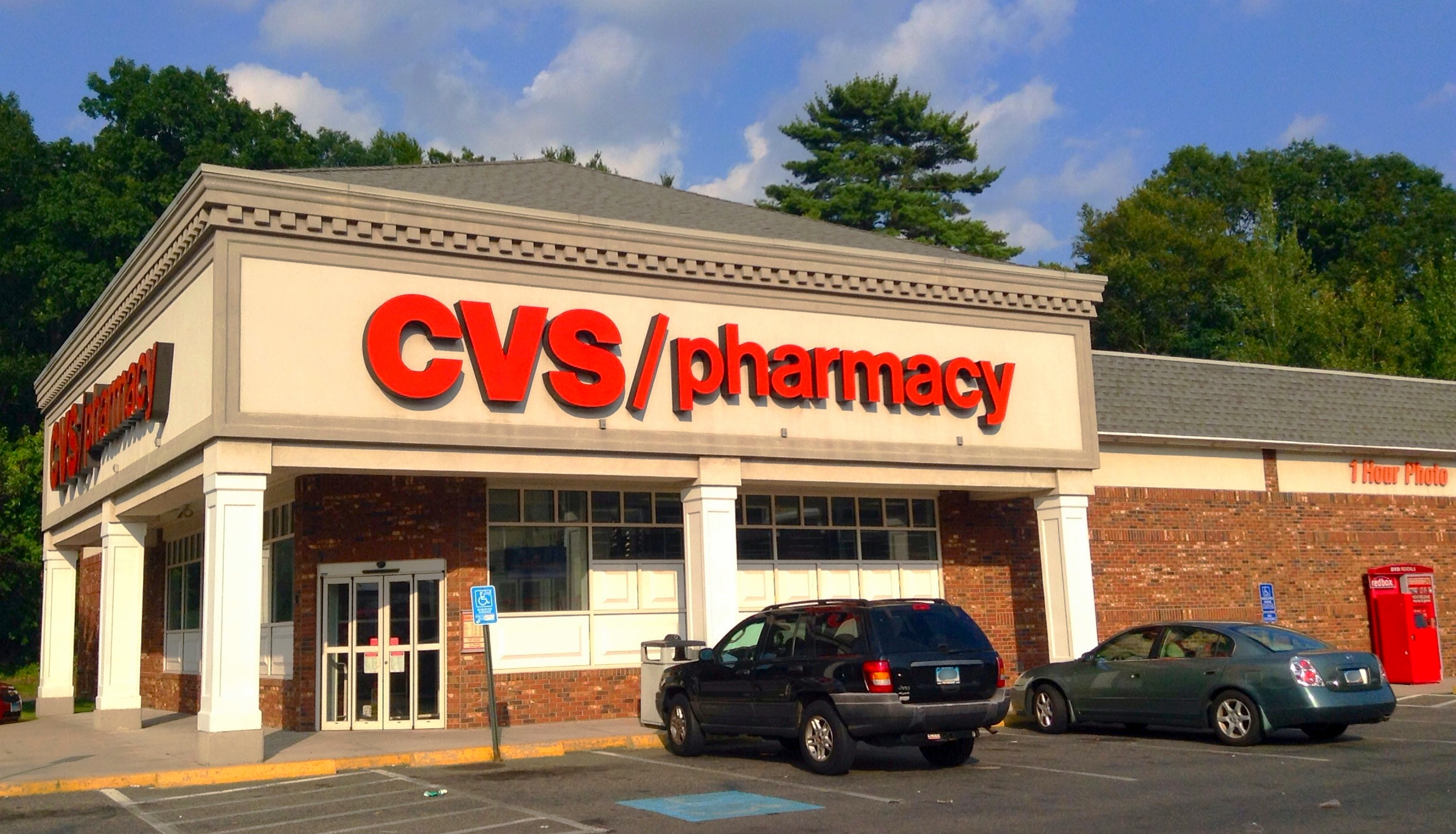
CVS 점포
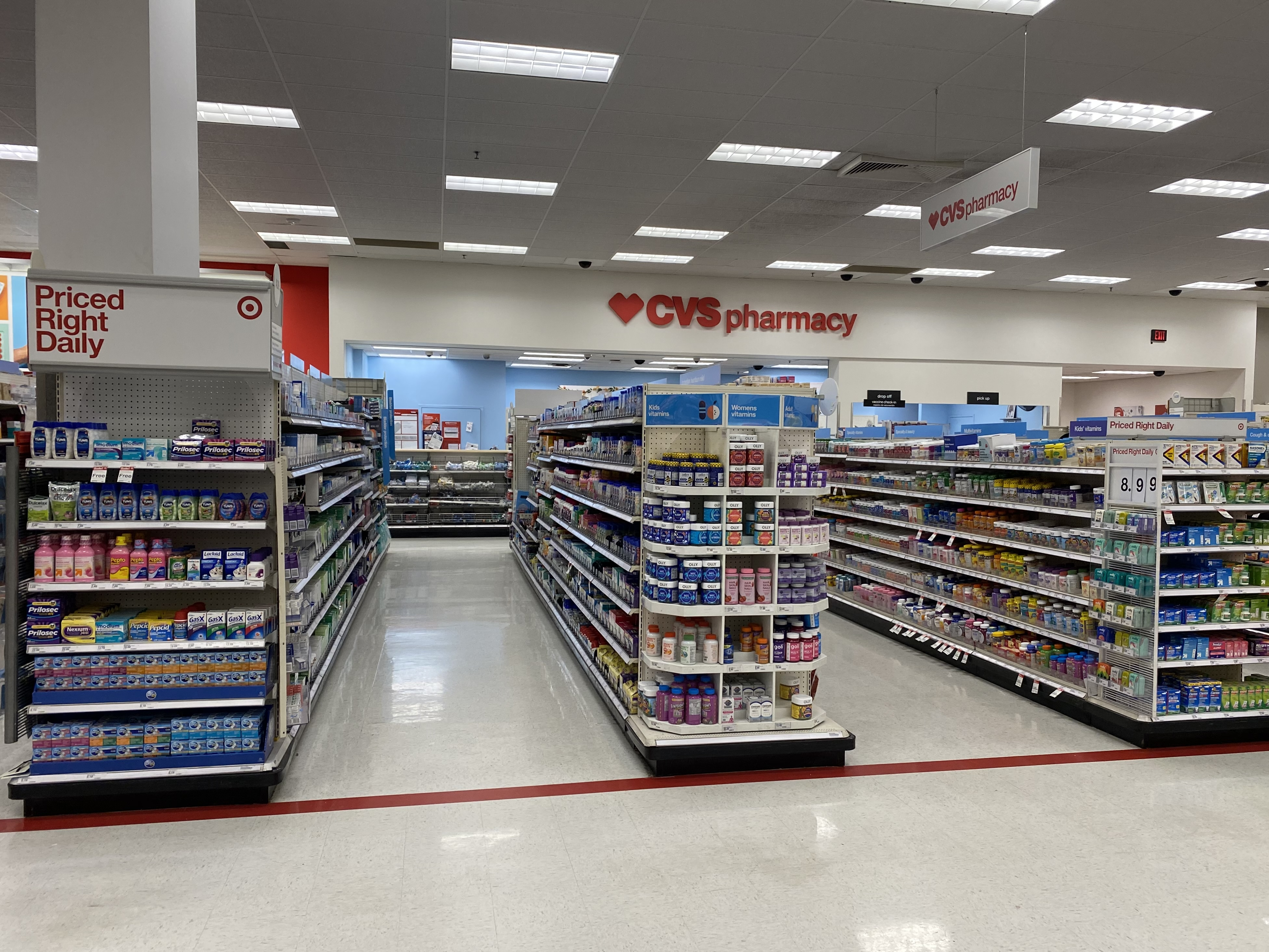
CVS 매장

### 독일
- 로스만 (Rossmann)
- dm

로스만 점포
로스만 점포
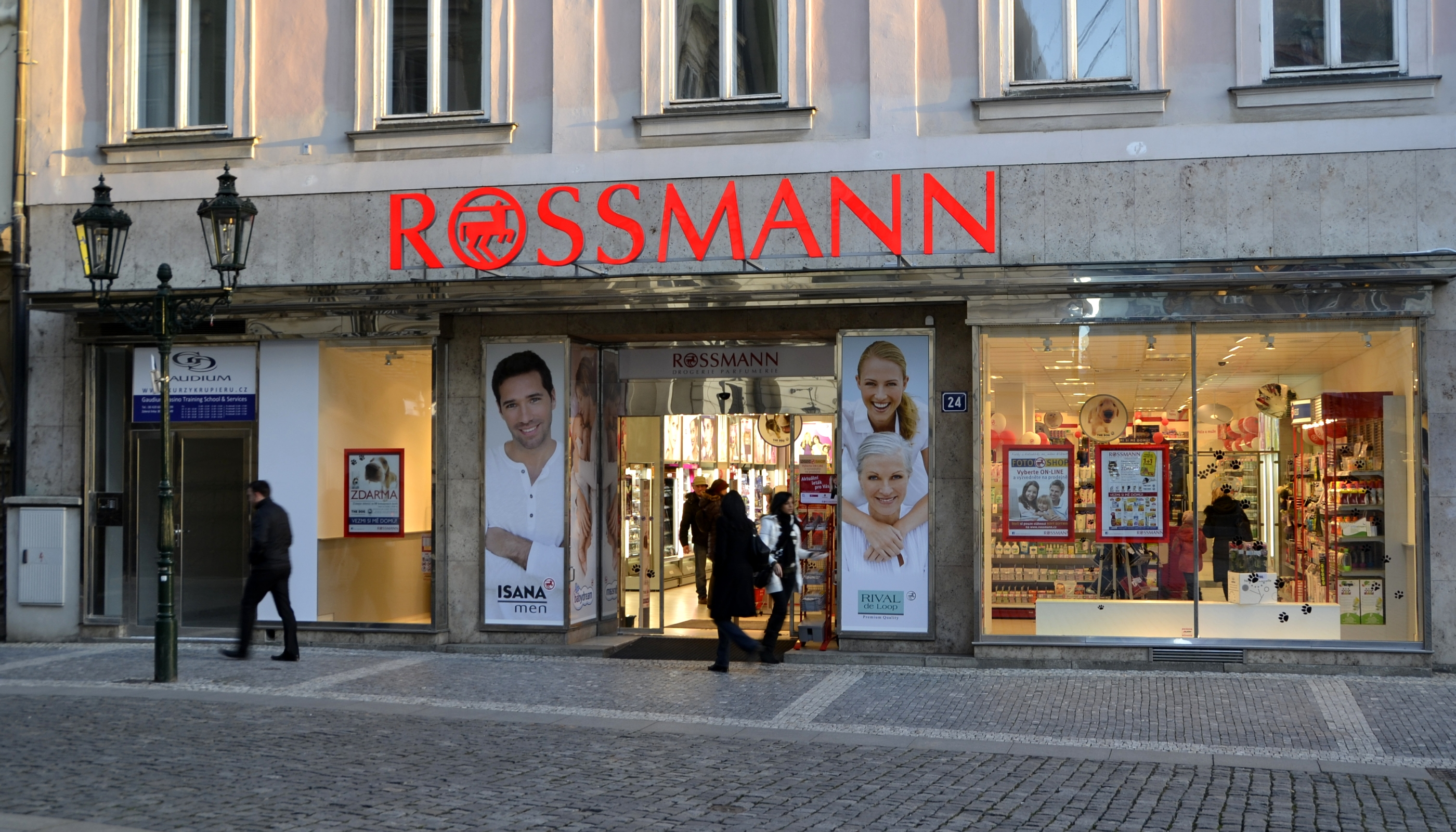
로스만 매장

### 일본
일본은 일반의약품, 일용품, 화장품, 식료품 등을 판매하는 드러그스토어 체인점이 많이 있고 경쟁이 치열하다. 24시간 영업하는 드러그스토어도 있다. 드러그스토어라는 형태가 일본에 퍼졌을 때는 조제 기능을 가지고 있는 가게를 '약국', 약사가 없고 조제 기능이 없는 가게를 '드러그스토어'라고 구분하고 있었다.

조제 기능을 가진 단독 점포는 드래그스토어가 아닌 조제약국, 보험약국, 문전약국으로 불리며 문전약국은 병원이나 진료소 근처에 있는 경우가 많다. 대부분이 소형 점포다. 조제약국에서 일반의약품이 판매되는 경우도 있지만 드래그스토어만큼 종류가 많지 않다. 그래서 처방전이 필요 없는 일반의약품은 조제약국보다 드래그스토어에서 구입하는 경우가 많다.  

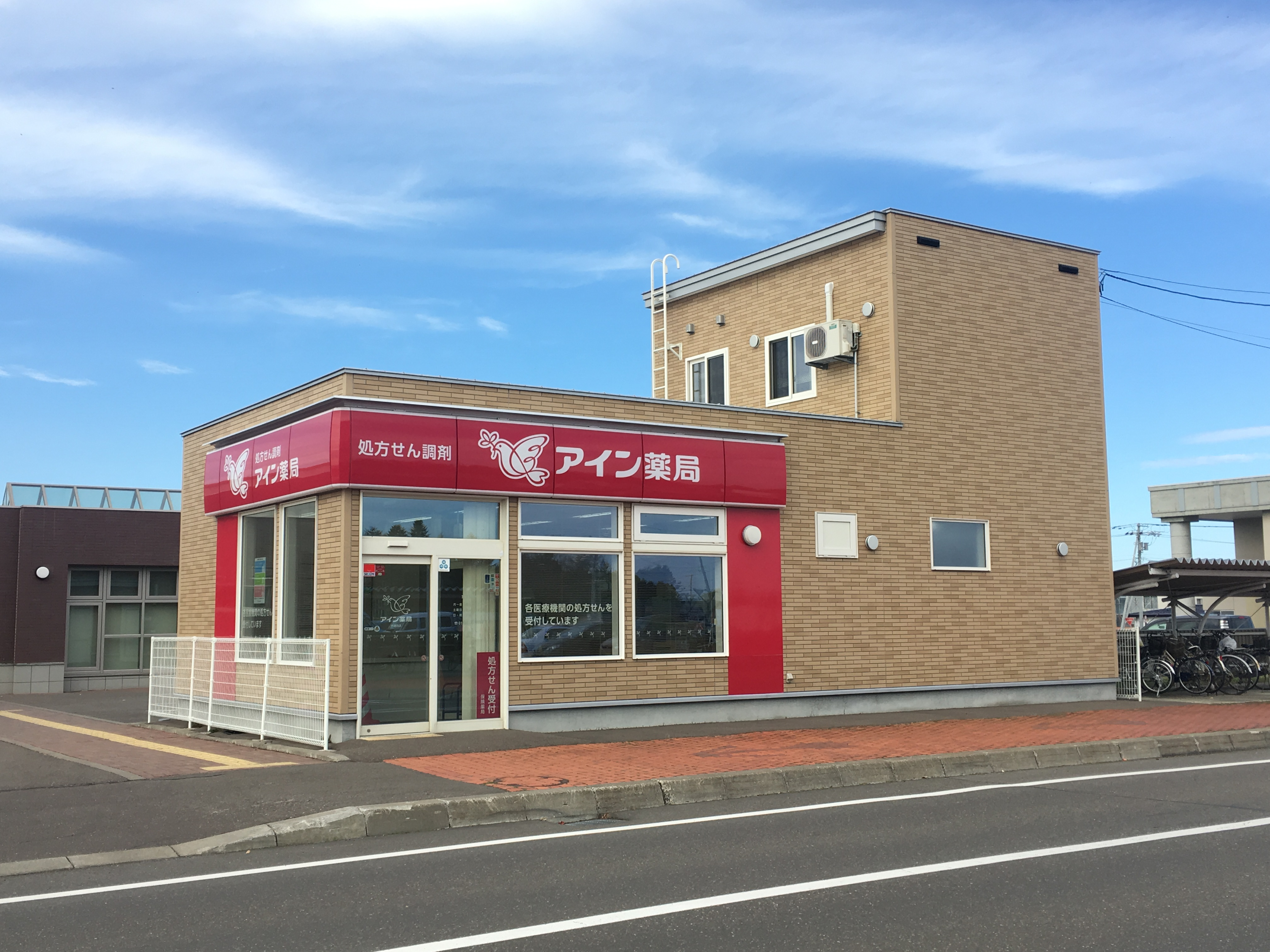
조제약국 (아인약국 나카유베쓰점)
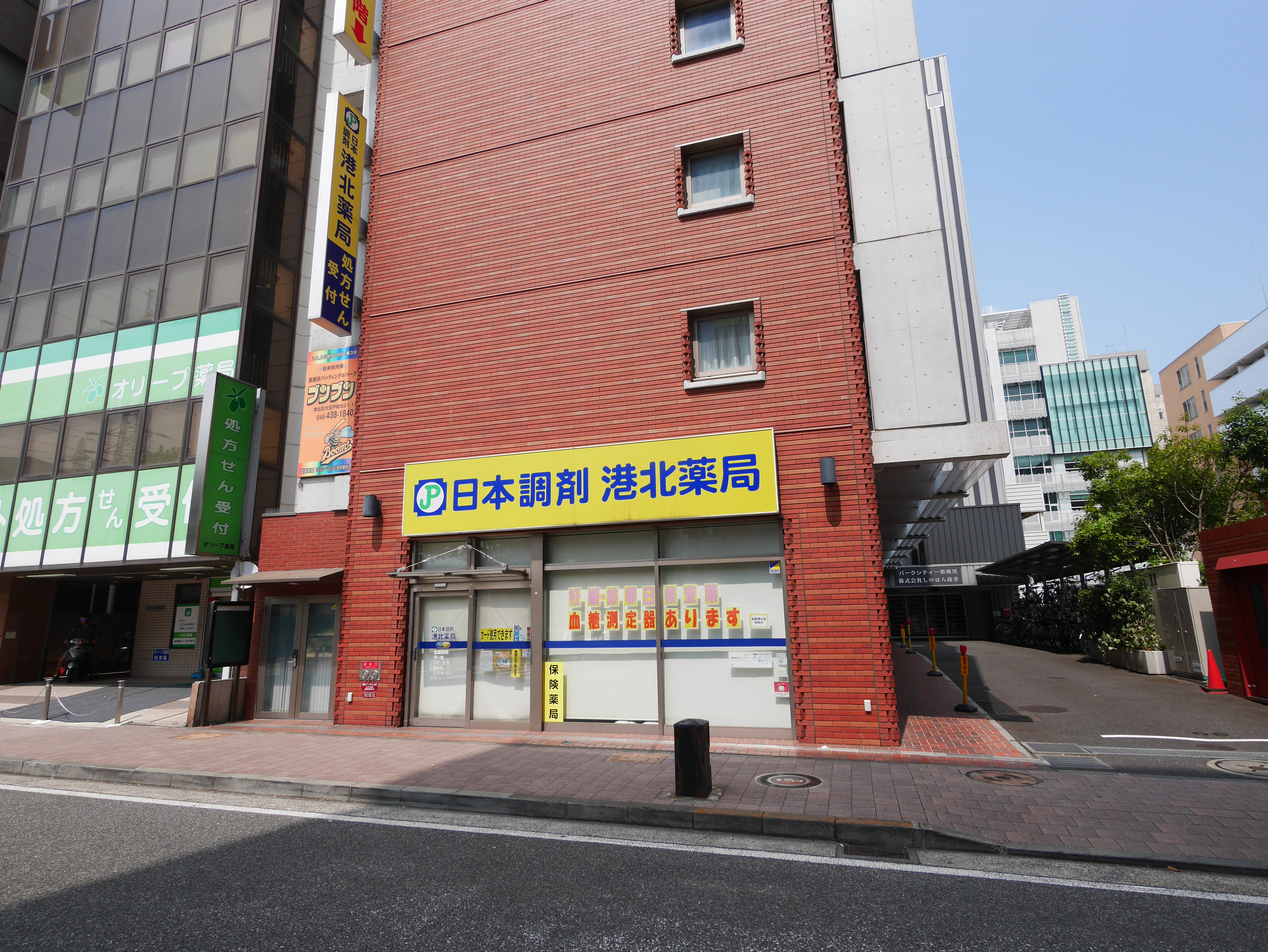
조제약국 (일본조제 고호쿠약국)
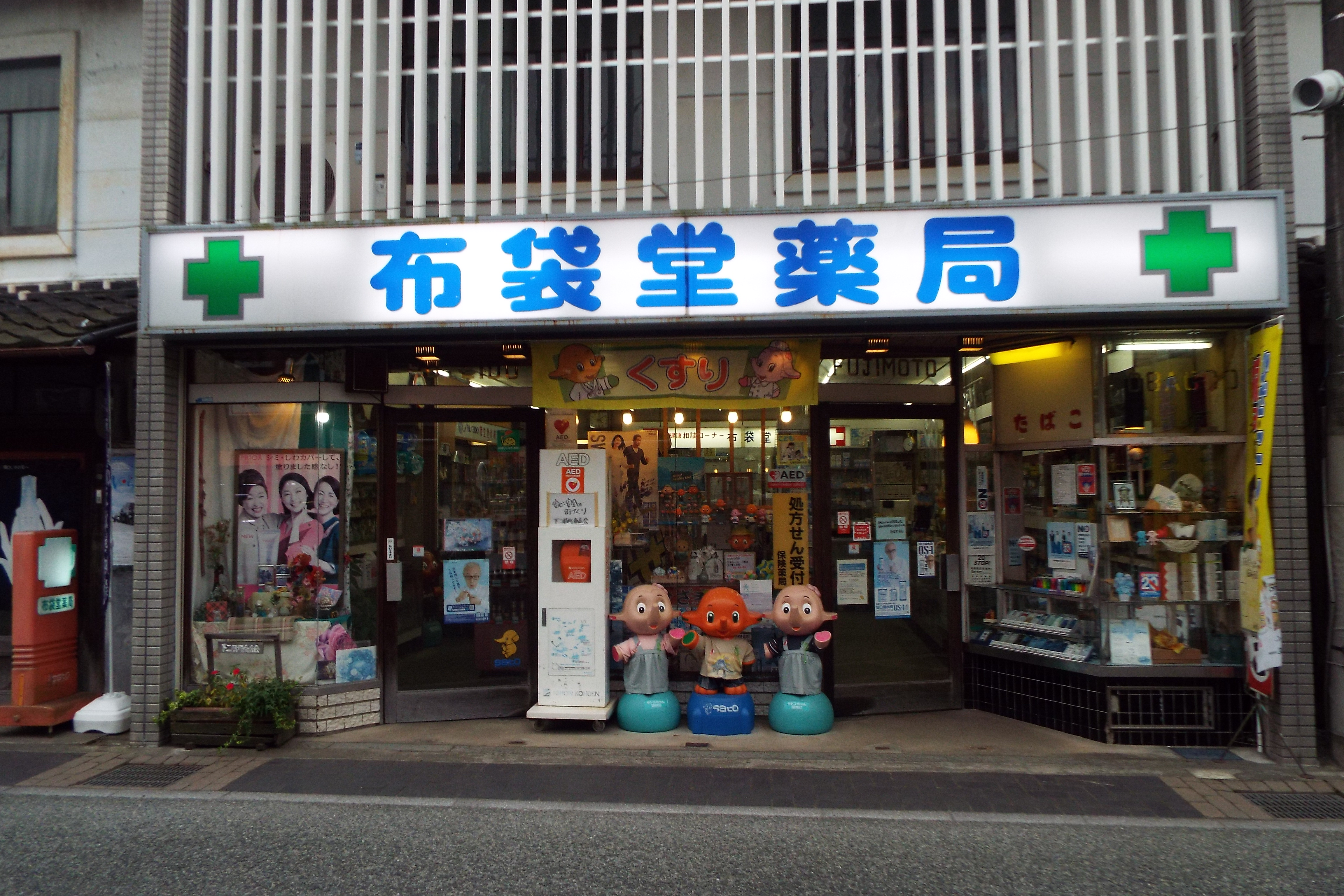
조제약국 (호테이드약국)

법률상 조제시설이 없는 경우 약국을 자칭할 수 없기 때문에 그러한 드러그스토어는 '○○드러그, 약의○○, ○○약품' 등의 명칭이 많다. 그러나 의약분업의 진전으로 최근에는 조제 기능을 겸비한 드러그스토어도 증가하고 있다. 조제 기능을 가지고 있는 드러그스토어에는 '조제약국'이나 '처방전 접수'라고 적혀 있다. 그런 드러그스토어에서는 처방전이 있으면 원칙적으로 어디서든 약을 받을 수 있다.
약국을 병설한 드러그스토어는 조제약국과 드러그스토어의 허가를 따로 받는 경우가 많다. 이는 모두 약국으로 허가를 받으면 영업시간 내에는 조제공간을 영업해야 하기 때문이다. 이 때문에 동일 매장 내에서 조제 공간과 드러그스토어 공간으로 영업시간이 달라 조제약국 부분이 일찍 문을 닫거나 일요일이나 공휴일에 휴업하는 일이 많다.
휴지, 화장지 등 종이류, 세제, 식료품, 아기용품, 드링크제, 건강보조식품 등을 편의점이나 대형 할인점보다 싸게 판매해 집객하고 의약품과 화장품, 잡화를 판매해 이익을 얻고 있다.
메가 드러그스토어는 점포 면적 600㎡ 이상의 거대 점포로 신선식품, 술, 냉장·냉동식품 등 마트 수준의 식품을 판매하는 경우가 많다. 슈퍼 드러그스토어는 점포 면적 300㎡ 이상의 대형 점포로 교외형 점포의 대부분은 이 형태이다. 컨비니언스 드러그스토어는 점포면적 100~300㎡의 중형 점포로 주택지에서 인근 주민들이 일상적인 쇼핑을 하기에 적합하다. 미니 드러그스토어는 점포 면적 100㎡ 미만의 소형 점포로 주로 노면점, 상가, 지하가, 빌딩 등의 세입자에게 출점하고 있다. 뷰티 상품에 특화되어 있는 가게도 많다.
일본의 드러그스토어 시장 규모는 8조엔을 넘고, 점포수는 2만 5,000개 정도로 계속 증가하고 있다. 효과가 좋은 일반의약품이나 화장품, 과자등의 식품이 저렴하고 간편하게 살 수 있기 때문에 외국인 관광객에게도 인기이며, 특히 도쿄나 오사카 등 관광지에 있는 면세점에서는 중국어 등 외국어가 가능한 점원을 배치하고 있는 경우가 많다.
주요 드러그스토어 체인점과 매장 수
- 웰시아 (ウエルシア/Welcia) - 2809개
- 츠루하 드럭 (ツルハドラッグ) - 2589개
- 마쓰모토키요시 (マツモトキヨシ) - 1878개
- 스기약국 (スギ薬局) / 스기드럭 (スギドラッグ) - 1675개
- 코코카라파인 (ココカラファイン) - 1553개
- 드럭 코스모스 (ドラッグコスモス) - 1436개
- 드럭 세이무스 (ドラッグセイムス/SEIMS) - 1126개
- 선 드럭 (サンドラッグ) - 1073개
- 약의 아오키 (クスリのアオキ) - 919개
- 크리에이트SD (クリエイトSD) - 736개
- 카와치약품 (カワチ薬品) - 323개
- 코쿠민 드럭 (コクミンドラッグ) - 192개
- 다이코크 드럭 (ダイコクドラッグ) - 130개

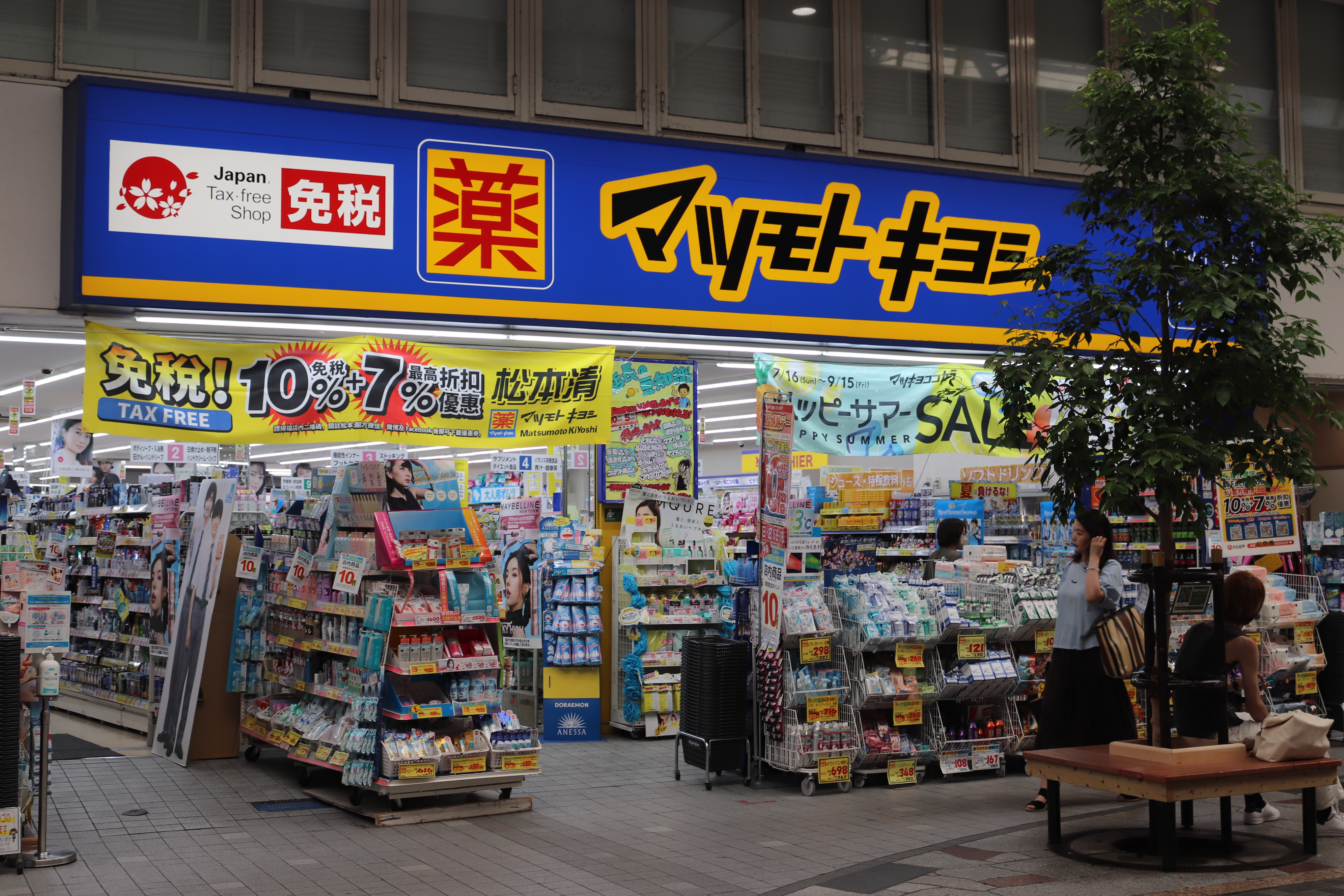
마쓰모토키요시
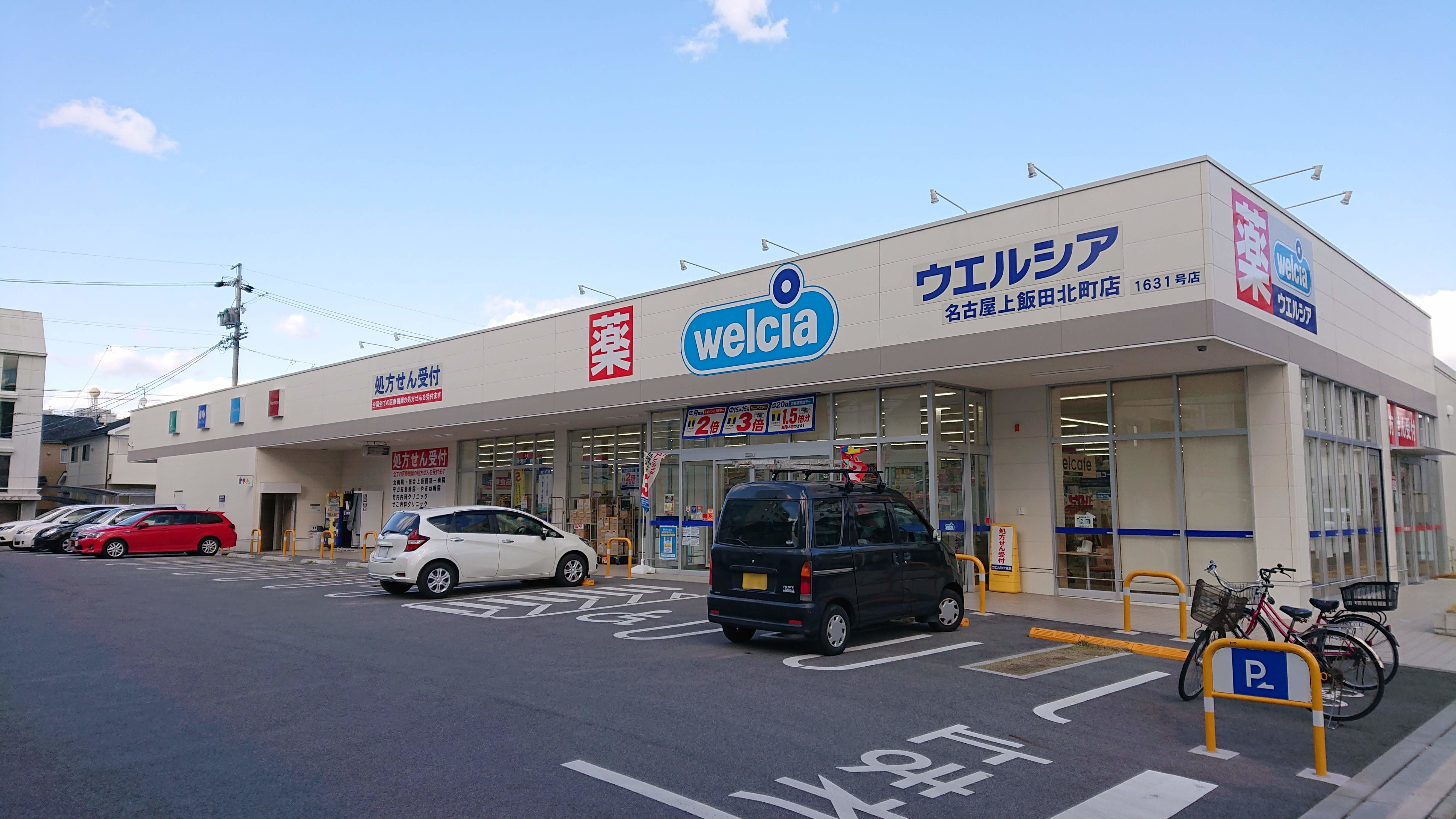
웰시아
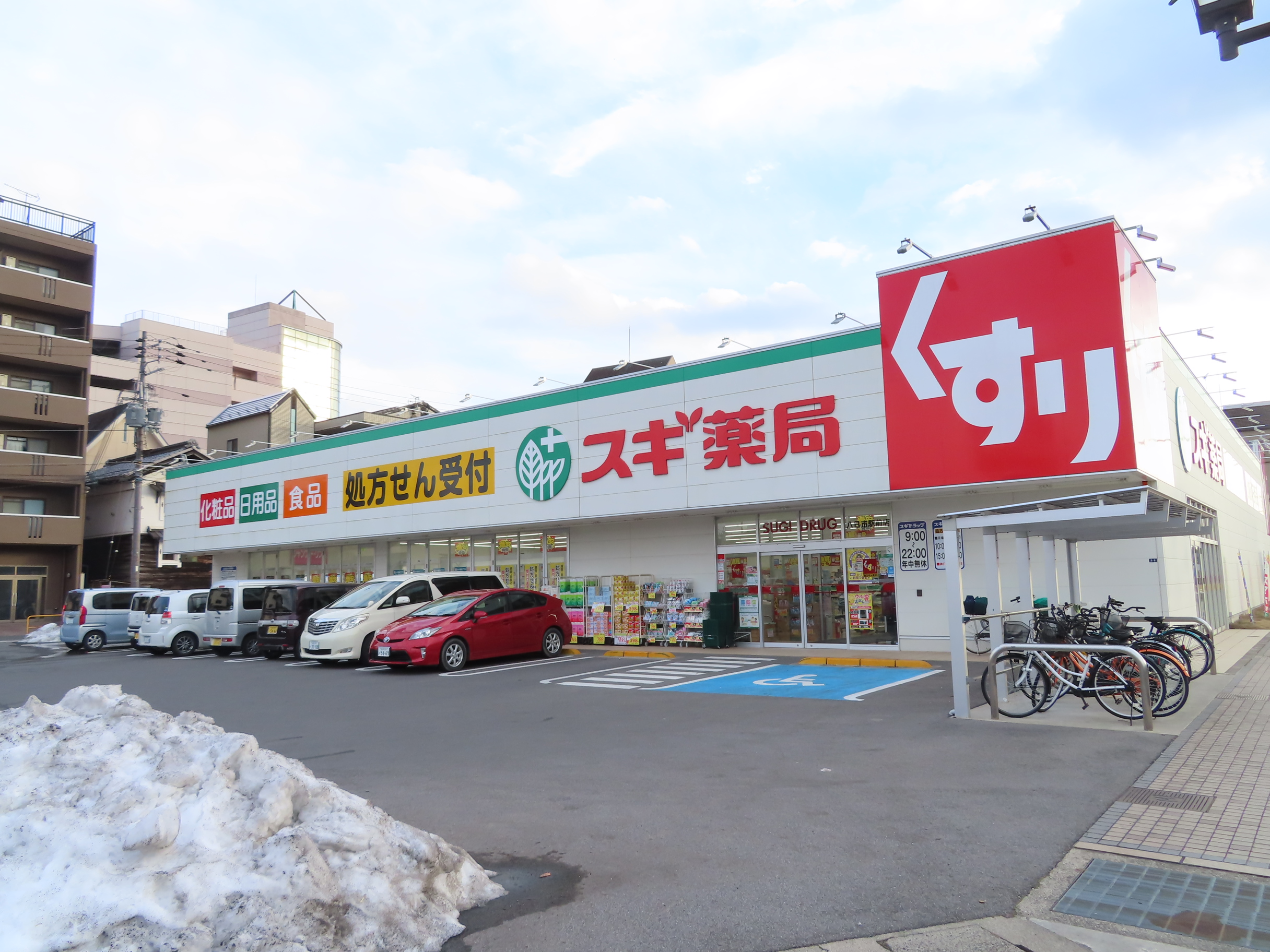
스기약국

드러그스토어 이외의 소매업자
2009년 약사법 개정으로 등록판매자 제도가 창설되어 시험에 합격하면 약사가 아니더라도 제2류 의약품과 제3류 의약품을 판매할 수 있게 되었기 때문에 의약품 판매에 신규로 참가하는 드러그스토어 이외의 소매업자도 나왔다.
돈키호테에서도 일반의약품을 판매하는 점포가 많이 있지만 모든 점포가 의약품을 판매하는 것은 아니어서 드러그스토어가 아닌 할인점으로 분류된다. 점포 내 한 구획에 의약품 판매 코너를 두고 있는 경우가 있으며, 제1류 의약품은 약사, 제2류 의약품과 제3류 의약품은 약사이거나 등록판매자 자격이 있는 사람이 있을 때만 구입할 수 있다.
빅카메라, 요도바시카메라 등 전자제품 전문점에서도 점포에 따라 일반의약품을 판매하는 경우가 있다. 그 외, 드러그스토어와 제휴하여 일반 의약품을 판매하거나 조제약국 병설형 편의점도 있다. 또한 일본은 인터넷을 통한 일반의약품 판매도 조건부로 허용하고 있다.

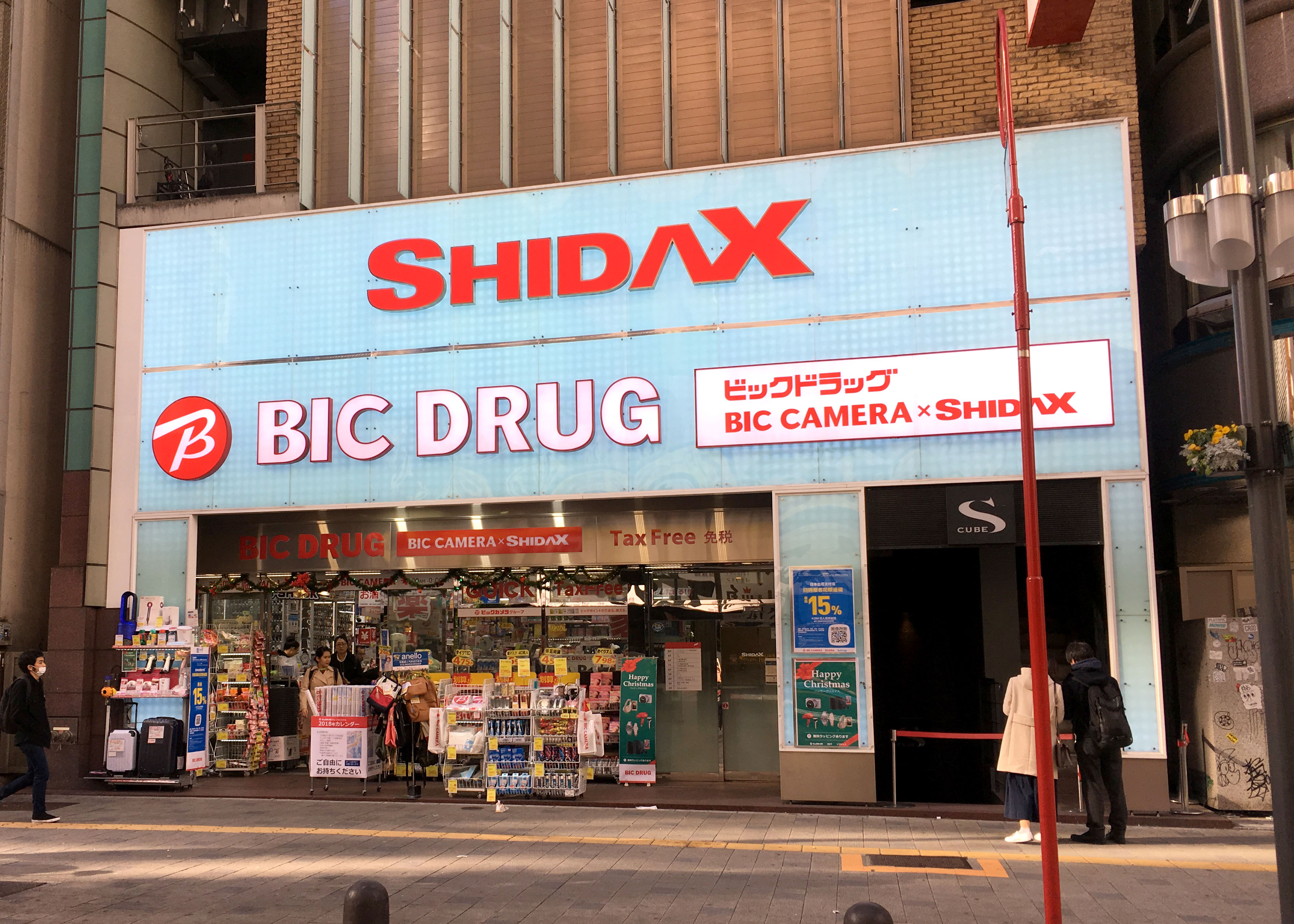
빅카메라의 드래그스토어 '빅 드럭'
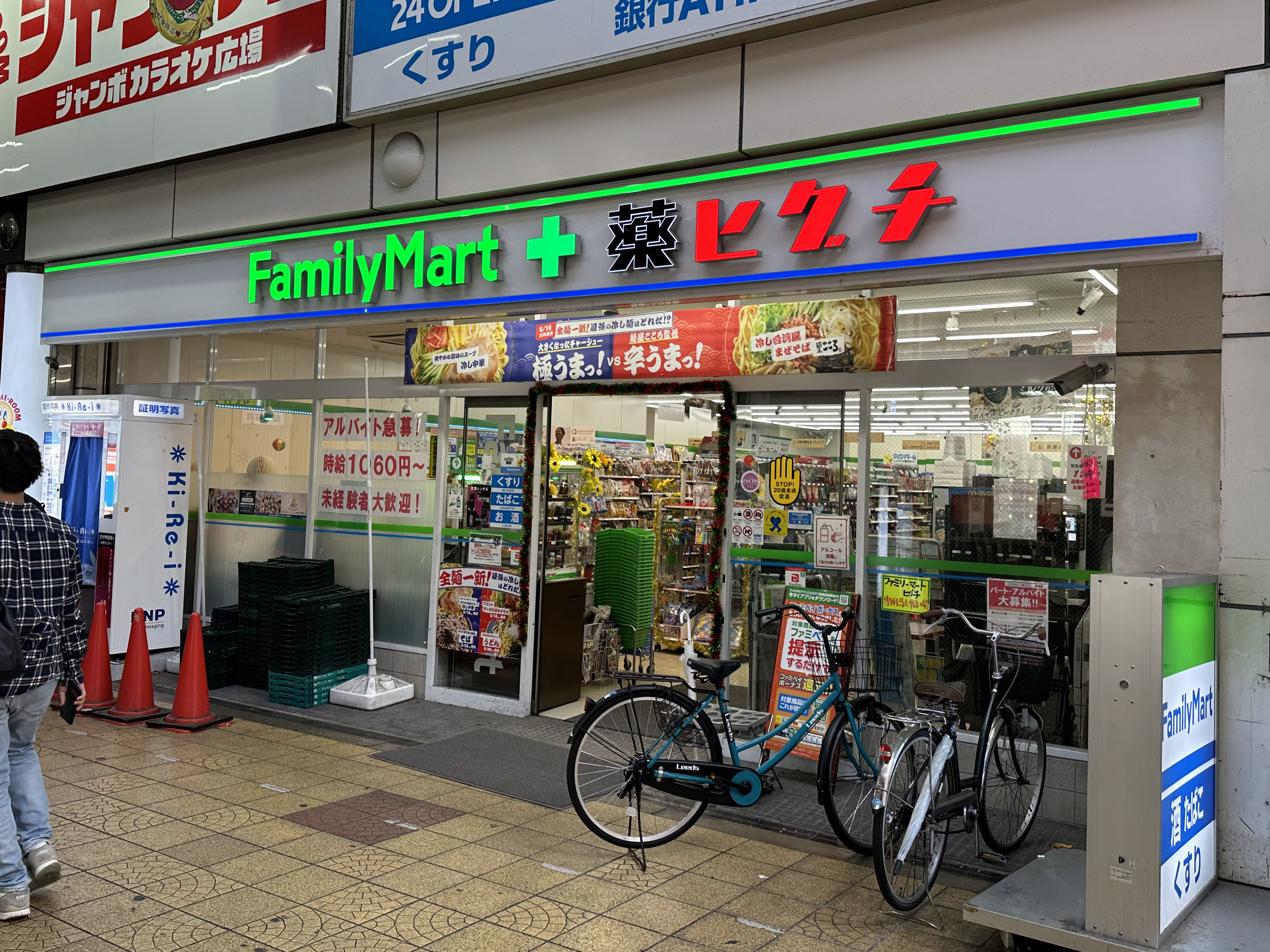
24시간 영업 드러그스토어 일체형 편의점 (패밀리마트+약 히구치 쿄바시점)
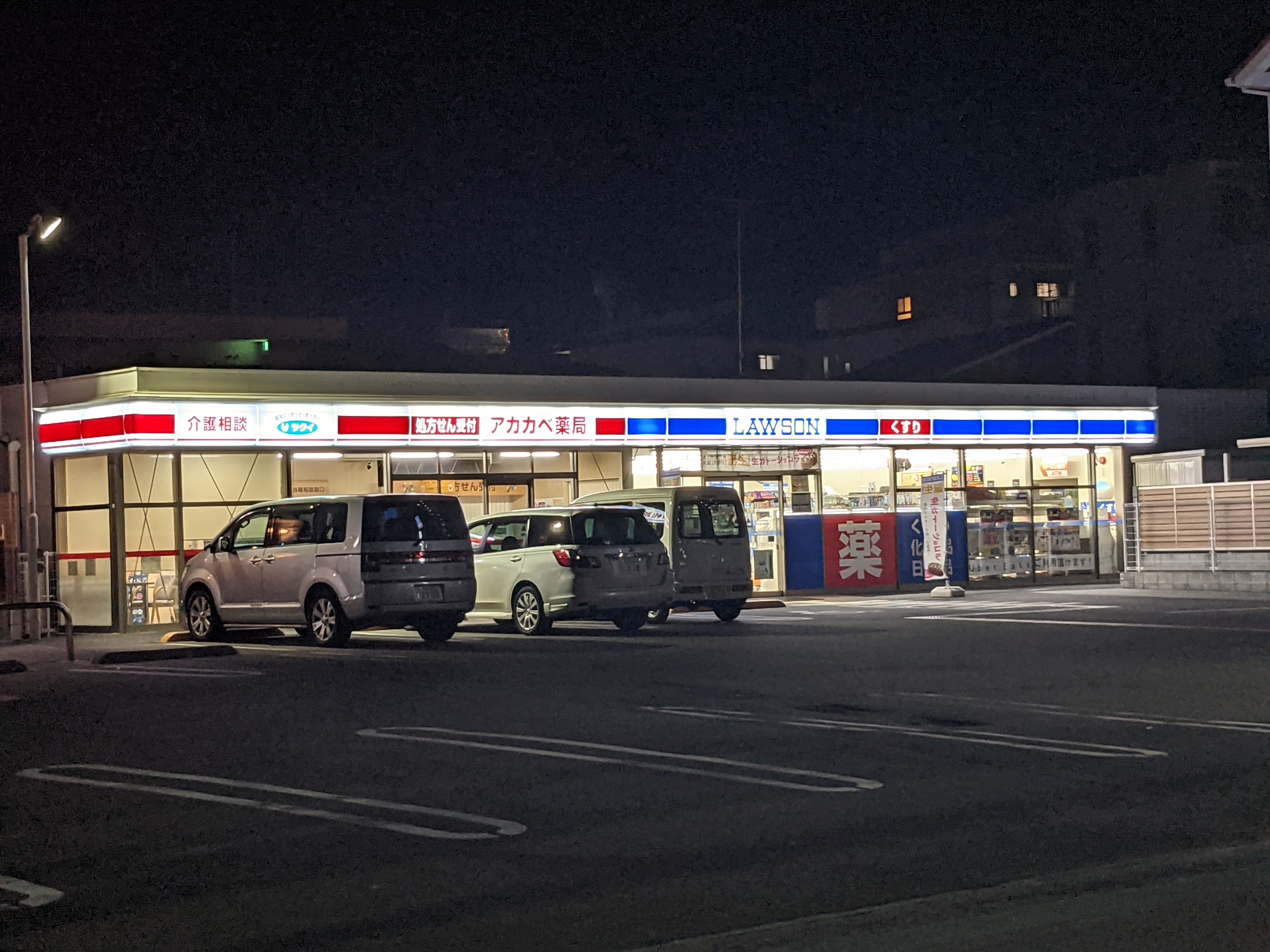
조제약국을 병설한 드러그스토어 일체형 편의점 (로손 아카카베 니시코노이케초 2초메점)

### 홍콩
- 왓슨스

## 대한민국의 드러그스토어
1999년 CJ올리브영이 신사역 앞에서 첫 점포를 연 것이 대한민국 드러그스토어의 시초이며, 더블유스토어의 경우는 약국에 가까운 형태다. 2004년에는 홍콩 기업인 왓슨스가 GS리테일과 합작으로 한국에 진출하였지만 2018년 3월 28일에 철수했다.현재 오프라인 매장은 cj그룹이 사실상 독점하고 있는 상황이다.
우리나라도 해외처럼 드러그스토어 진출 소식이 나온 적이 있지만 복잡한 의약품 취급 규정 등으로 인해 별 발전이 없다. 일반의약품을 취급하지 않기 때문에 드러그스토어라기보다 화장품, 건강식품을 중심으로 한 헬스&뷰티 스토어 형태가 대부분이다.
- 올리브영(OLIVE YOUNG) (CJ올리브네트웍스 운영)
- 랄라블라(lalavla) (GS리테일 운영)
- 더블유스토어(W-store) (코오롱웰케어 운영)
- 롭스(LOHB's) (롯데쇼핑 운영)
- 어바웃 미(About Me) (삼양사 운영)
- 판도라(Pandora) (농심 운영)

## 같이 보기
- 약국